# Hustonville
Hustonville è una città degli Stati Uniti d'America ubicata nello stato del Kentucky e nella contea di Lincoln.